# Notion (The Rare Occasions)
Notion is een nummer van de Amerikaanse indierockband The Rare Occasions, geschreven door leadzanger Brian McLaughlin. Het nummer verscheen voor het eerst in 2016 op de derde ep van de band, Futureproof. Het nummer ging in oktober 2021 viraal op TikTok en stond bovenaan de Viral 50 - USA Spotify-hitlijst. Populariteit van het nummer bracht de band ertoe om het als single uit te brengen op 2 december 2021.

## Compositie
Het nummer opent met een riff, die bedoeld was om op piano te worden gespeeld, maar in plaats daarvan door orkest, geschreven door zanger Brian McLaughlin en gearrangeerd door McLaughlin en Luke Imbusch. De akkoordprogressie in het couplet is B mineur septiem en Fis mineur, gespeeld door McLaughlin op ritmegitaar. Twee akkoorden worden toegevoegd (A majeur en F augmented) voordat Jeremy Cohen's bas, Imbusch's drums en Peter Stone's leadgitaar instappen, om dezelfde progressie te spelen. Stone speelt dezelfde noten als McLaughlin's zang, met een effectpedaal, om een effect met achtergrondzang te creëren.
Na het tweede couplet volgt een instrumentale break, opvallend door Cohen's melodieuze spel. Het couplet wordt herhaald, en opgevolgd door een A-majeur akkoord gespeeld op de 14de fret door McLaughlin. De vorige coupletprogressie wordt vervangen door A majeur, Cis, D majeur en D mineur. Het nummer eindigt met een zingende hoge noot van McLaughlin en de doorgaande noot van Stone.

## Achtergrond
"Notion" gaat over een religie, of specifiek, er niet in geloven. De openingsregels ("Sure it's a calming notion, perpetual in motion, but I don't need the comfort in any lies") beschrijven hoe religieuze teksten mensen kalmeren, hoewel wat het vertelt misschien niet waar is. Mitch Mosk van Atwood Magazine zei het volgende over de betekenis in zijn review over de ep waar het nummer op staat: "Het leven heeft zijn ups en zijn downs, maar dat is geen reden om niet elke dag naar ons volle potentieel te leven."

## Ontvangst
"Notion" kwam voor twee weken binnen in de UK Top 75-hitlijst, en bereikte een hoogtepunt op 72.

## Medewerkers
- Brian McLaughlin - lead en- achtergrondzang, ritmegitaar, orkestarrangement
- Peter Stone - leadgitaar
- Jeremy Cohen - basgitaar
- Luke Imbusch - drums, percussie
- Maria Rice - mastering
- Steve Sacco - productie, mixing, opname
- Mitchell Haeuszer - opname